# Сентер (Квебек)
Сентер (фр. Senneterre) је град у Канади у покрајини Квебек. Према резултатима пописа 2011. у граду је живело 2.953 становника.

## Становништво
Према резултатима пописа становништва из 2011. у граду је живело 2.953 становника, што је за 1,3% мање у односу на попис из 2006. када је регистровано 2.993 житеља.
| 2006. | 2011. |
| ----- | ----- |
| 2.993 | 2.953 |